# Rainald I. (Bar)
Rainald I. der Einäugige (französisch Renaud le Borgne; † 1149) war seit 1102/1105 ein Graf von Bar, Verdun und Mousson sowie Vogt von Saint-Pierremont aus dem Haus Scarponnois. Er war ein Sohn des Grafen Dietrich I. von Mousson-Altkirch und der Ermentrude von Burgund, einer Tochter des Grafen Wilhelm I. von Burgund.

## Leben
Bei der Inbesitznahme seines Erbes stieß Rainald auf die offene Ablehnung der Bürger von Verdun. Bei einer gewalttätigen Auseinandersetzung mit ihnen zog er sich eine Verletzung zu, die zum Verlust eines Auges führte. Er gründete bei Commercy eine Prämonstratenserabtei, die Burg von Commercy selbst verpfändete er 1106 an das Kloster von Saint-Mihiel.
Den Investiturstreit zwischen Kaiser Heinrich V. und Papst Paschalis II. versuchte Rainald für persönliche Ziele zu nutzen und nahm päpstliche Legaten gefangen. Der Bischof von Verdun, Richard de Grandpré, erklärte ihm im Gegenzug der Burgen von Dieulouard und Stenay für verlustig, die dem Grafen von Luxemburg übertragen wurden. In dem daraus resultierenden Krieg wurde Bar-le-Duc 1114 von Kaiser Heinrich V. eingenommen und Rainald in Kerkerhaft gelegt. Er wurde aber bald wieder freigelassen, nachdem er dem Kaiser gehuldigt hatte.
Im Jahr 1120 wurde die Grafschaft Verdun vom Kaiser konfisziert und an den Grafen von Grandpré vergeben, weil Rainald die Installierung Heinrichs von Blois zum Bischof von Verdun militärisch unterstützt hatte. Im Jahr 1124 leistete Rainald einen vertraglichen Verzicht auf Verdun.
Rainald erhob als entfernter Verwandter Gottfrieds von Bouillon gegen den Bischof von Lüttich Anspruch auf die Burg von Bouillon, die er 1134 auch eroberte. Im Jahr 1141 unternahm der Bischof einen Rückeroberungsversuch. Dabei starb Rainalds Sohn, Hugo, worauf er die Burg am 22. September 1141 aufgab.
Zusammen mit seinen Söhnen, Rainald II. und Dietrich, und dem Bruder Stephan nahm Rainald seit 1147 am zweiten Kreuzzug teil. Er starb 1149 auf See während der Rückreise in die Heimat. Bestattet wurde er in der Abtei von Saint-Mihiel.
Er war verheiratet mit Gisela von Vaudémont, einer Tochter des Grafen Gerhard I. von Vaudémont. Seine Kinder waren:
- Hugo († September 1141 in Bouillon)
- Rainald II. († 25. November 1170), Nachfolger als Graf von Bar
- Dietrich († 8. August 1171), um 1128 Erzdiakon von Metz, 1156 Erzdiakon von Verdun, 1163 Bischof von Metz
- Agnes, ⚭ Albert Graf von Chiny (Haus Chiny)
- Klementia,  ⚭ (1) Graf Rainald II. von Clermont, ⚭ (2) Theobald von Nanteuil-le-Haudouin
- Mathilde, ⚭ Wildgraf Konrad von Kyrburg
- Stephanie, Erbin von Commercy, ⚭ Hugues III. de Broyes, Seigneur de Broyes et de Châteauvillain (Maison de Broyes)